# Serapias
Serapias är ett släkte av orkidéer. Serapias ingår i familjen orkidéer.

## Bildgalleri

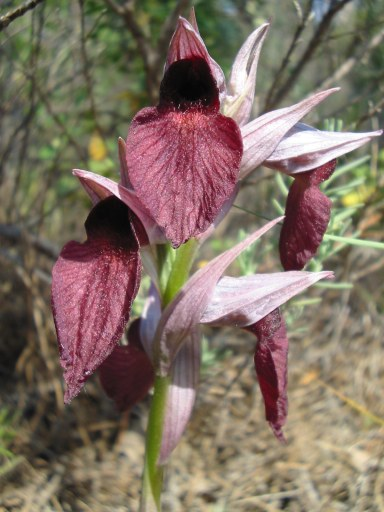
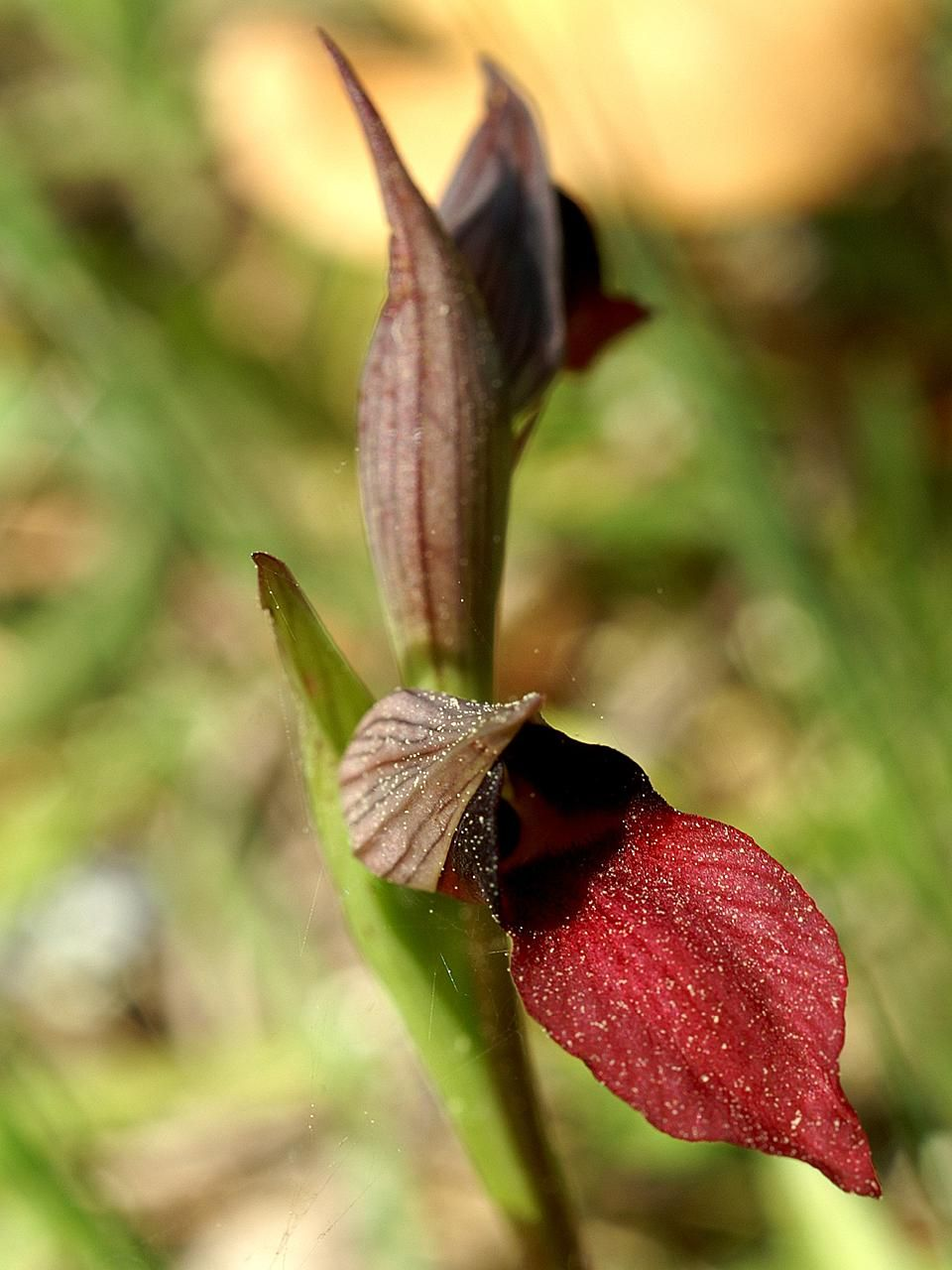
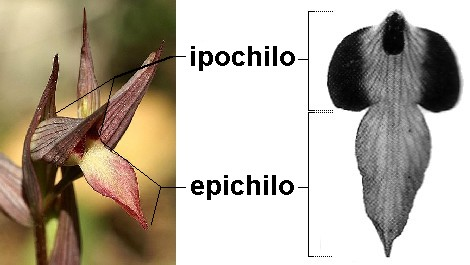
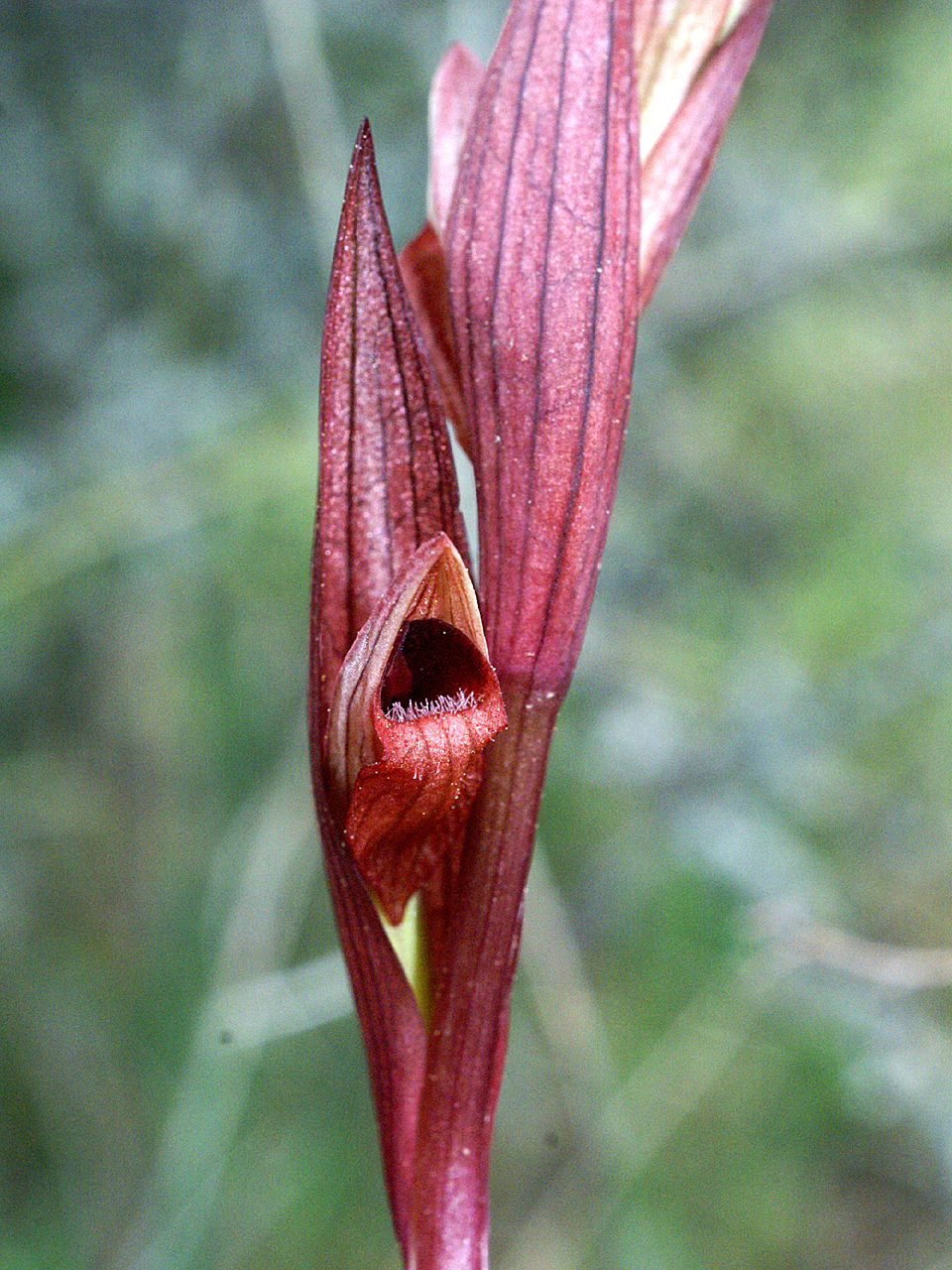
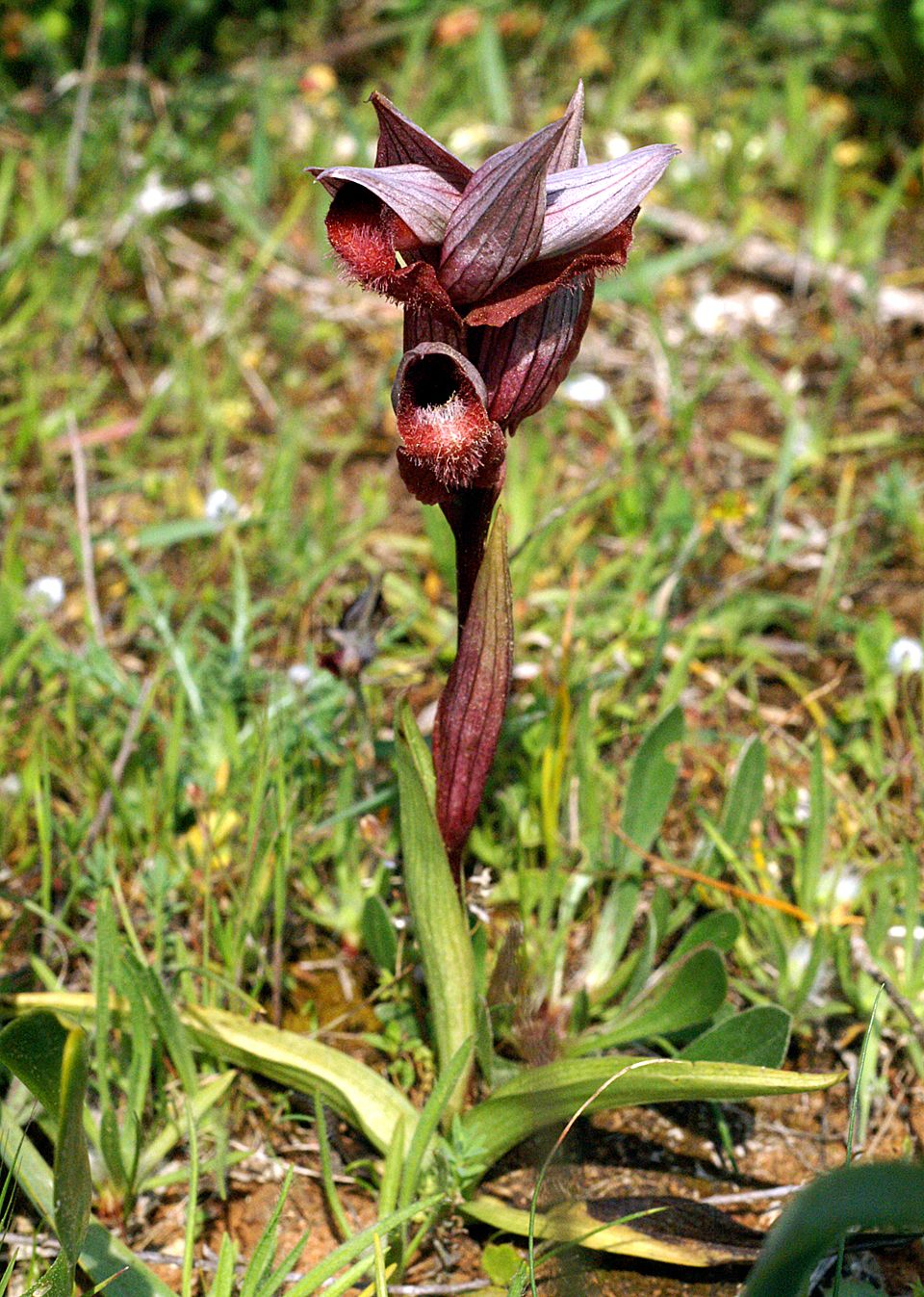
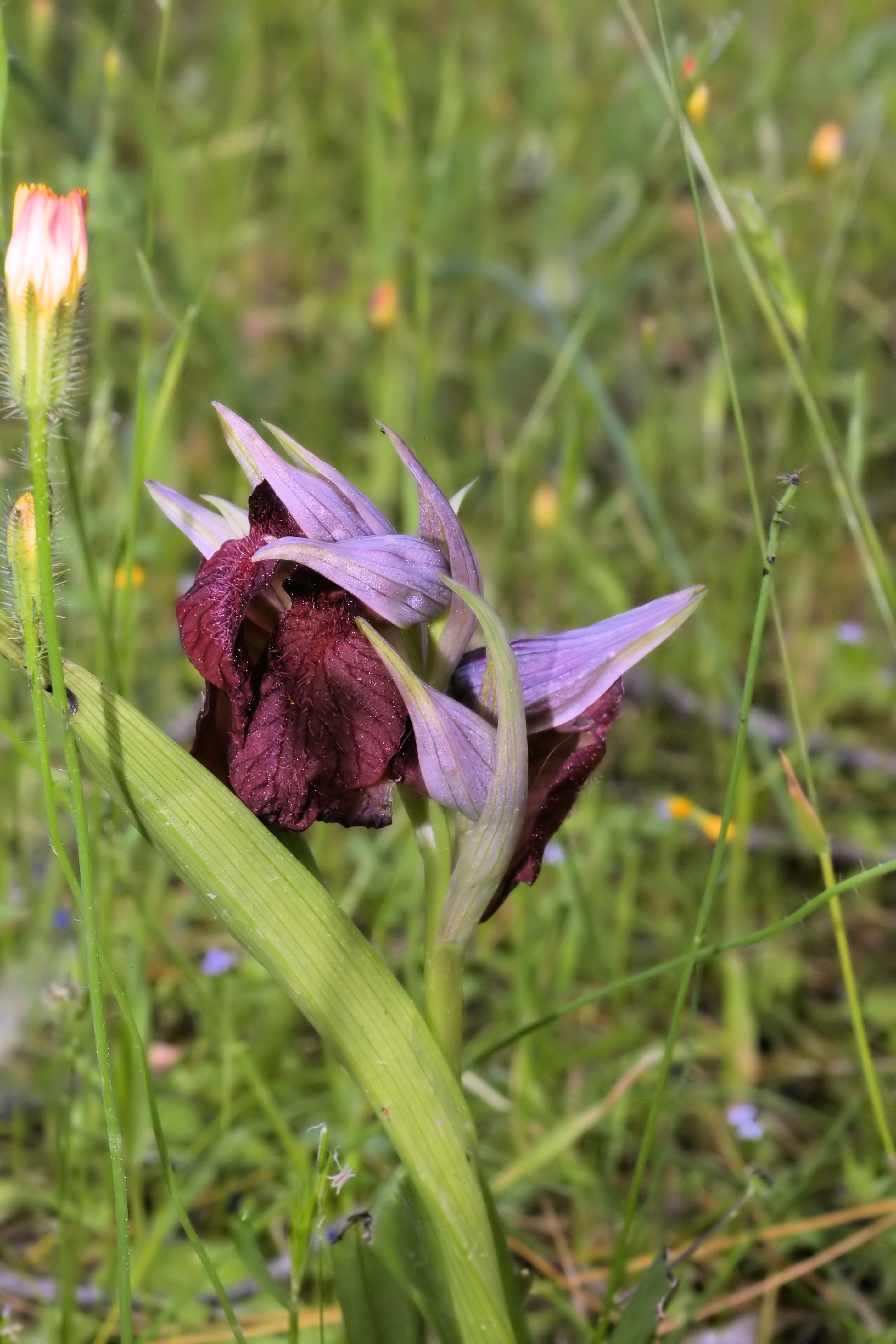

## Dottertaxa tillSerapias, i alfabetisk ordning[1]
- Serapias albertii
- Serapias ambigua
- Serapias bergonii
- Serapias broeckii
- Serapias cordigera
- Serapias cypria
- Serapias euxina
- Serapias frankavillae
- Serapias garganica
- Serapias godferyi
- Serapias halacsyana
- Serapias halicarnassia
- Serapias intermedia
- Serapias kelleri
- Serapias lingua
- Serapias lupiensis
- Serapias maria
- Serapias meridionalis
- Serapias neglecta
- Serapias nurrica
- Serapias olbia
- Serapias orientalis
- Serapias oulmesiaca
- Serapias parviflora
- Serapias perez-chiscanoi
- Serapias politisii
- Serapias provincialis
- Serapias pulae
- Serapias rainei
- Serapias todaroi
- Serapias walravensiana
- Serapias venhuisia
- Serapias vomeracea